# Kreisbahn und Hafenbahn Emmelsum
| Gleis 2 Ost der Kreisbahn (re.) am Wesel-Datteln-Kanal, im Hintergrund die Brücke der VzG-Strecke 2270 (Oberhausen Hbf – Emmerich Grenze), 2018 |                      |                                        |                                        |
| Streckenlänge: | 13 km                |                                        |                                        |
| Spurweite: | 1435 mm (Normalspur) |                                        |                                        |
| Streckenklasse: | D4                   |                                        |                                        |
| Maximale Neigung: | 6,7 ‰                |                                        |                                        |
| Minimaler Radius: | 140 m                |                                        |                                        |
| Streckengeschwindigkeit: | 15 km/h              |                                        |                                        |
| |                      |                                        |                                        |
| Bundesland (D): | Nordrhein-Westfalen  |                                        |                                        |
| \| \| 5,30 \| Gewerbegebiet Hünxe \| Gewerbegebiet Hünxe \| \| \| \| NA Tanklager (ehem. Übf BP-Raffinerie) \| \| \| \| 4,12 \| Grenze Hünxe/Voerde (Niederrhein) \| Grenze Hünxe/Voerde (Niederrhein) \| \| \| \| Hans-Richter-Straße/K 12 \| \| \| \| \| \| \| \| \| \| \| \| \| \| \| Rangiergruppe Ost \| \| \| \| \| \| \| \| \| 2,30 \| \| \| \| \| \| \| \| \| \| 1,75 \| Hindenburgstraße/B 8 \| Hindenburgstraße/B 8 \| \| \| \| Oberhausen Hbf – Emmerich Grenze \| \| \| \| \| Frankfurter Straße/L 396 \| \| \| \| 0,800,00 \| \| \| \| \| \| \| \| \| \| 0,0025,00 \| Spellen nach Walsum \| Spellen nach Walsum \| \| \| \| NA Kreyenberg \| \| \| \| \| \| \| \| \| \| Bühlstraße/K 12 \| \| \| \| 1,00 \| NA Becker \| NA Becker \| \| \| \| \| \| \| \| \| NA Elsinghorst \| \| \| \| \| Rangiergruppe West \| \| \| \| \| \| \| \| \| \| \| \| \| \| \| Weseler Straße \| \| \| \| \| NA Trimet Voerde \| \| \| \| \| NA Terminal Contargo \| \| \| \| 3,50 \| NA Sappi/Jerich \| NA Sappi/Jerich \| \| \| \| NA Containerfläche Nordkai \| \| |                      |                                        |                                        |
| | 5,30                 | Gewerbegebiet Hünxe                    | Gewerbegebiet Hünxe                    |
| Betriebsstelle Streckenanfang und quer · Abzweig geradeaus und von rechts |                      | NA Tanklager (ehem. Übf BP-Raffinerie) | NA Tanklager (ehem. Übf BP-Raffinerie) |
| Grenze | 4,12                 | Grenze Hünxe/Voerde (Niederrhein)      | Grenze Hünxe/Voerde (Niederrhein)      |
| Strecke mit Straßenbrücke |                      | Hans-Richter-Straße/K 12               | Hans-Richter-Straße/K 12               |
| Abzweig geradeaus und nach links · Betriebsstelle Streckenende und quer |                      |                                        |                                        |
| Abzweig geradeaus und nach links · Abzweig quer und von rechts · Betriebsstelle Streckenende und quer |                      |                                        |                                        |
| Strecke · Strecke |                      | Rangiergruppe Ost                      | Rangiergruppe Ost                      |
| Abzweig geradeaus und von links · Abzweig quer und nach rechts · Betriebsstelle Streckenende und quer |                      |                                        |                                        |
| | 2,30                 |                                        |                                        |
| Abzweig geradeaus und von links · Betriebsstelle Streckenende und quer |                      |                                        |                                        |
| Strecke mit Straßenbrücke | 1,75                 | Hindenburgstraße/B 8                   | Hindenburgstraße/B 8                   |
| Strecke quer · Kreuzung geradeaus unten · Strecke quer |                      | Oberhausen Hbf – Emmerich Grenze       | Oberhausen Hbf – Emmerich Grenze       |
| Strecke mit Straßenbrücke |                      | Frankfurter Straße/L 396               | Frankfurter Straße/L 396               |
| | 0,800,00             |                                        |                                        |
| Strecke |                      |                                        |                                        |
| Kreuzung · Kreuzung · Abzweig quer und nach links · Dienststation / Betriebs- oder Güterbahnhof quer · Strecke quer | 0,0025,00            | Spellen nach Walsum                    | Spellen nach Walsum                    |
| Betriebsstelle Streckenende · Strecke |                      | NA Kreyenberg                          | NA Kreyenberg                          |
| Betriebsstelle Streckenanfang und quer · Abzweig geradeaus und nach rechts |                      |                                        |                                        |
| Bahnübergang |                      | Bühlstraße/K 12                        | Bühlstraße/K 12                        |
| Betriebsstelle Streckenanfang | 1,00                 | NA Becker                              | NA Becker                              |
| Strecke · Überleitstelle / Spurwechsel links |                      |                                        |                                        |
| Strecke · Strecke · Abzweig geradeaus und nach links · Betriebsstelle Streckenende und quer |                      | NA Elsinghorst                         | NA Elsinghorst                         |
| Strecke · Strecke · Strecke |                      | Rangiergruppe West                     | Rangiergruppe West                     |
| Strecke |                      |                                        |                                        |
| |                      |                                        |                                        |
| Bahnübergang |                      | Weseler Straße                         | Weseler Straße                         |
| Betriebsstelle Streckenanfang und quer · Abzweig geradeaus und nach rechts |                      | NA Trimet Voerde                       | NA Trimet Voerde                       |
| Abzweig geradeaus und nach links · Betriebsstelle Streckenende und quer |                      | NA Terminal Contargo                   | NA Terminal Contargo                   |
| Abzweig geradeaus und nach links · Betriebsstelle Streckenende und quer | 3,50                 | NA Sappi/Jerich                        | NA Sappi/Jerich                        |
| Betriebsstelle Streckenende |                      | NA Containerfläche Nordkai             | NA Containerfläche Nordkai             |

Die Kreisbahn und Hafenbahn Emmelsum ist ein im Kreis Wesel gelegenes Industriestammgleis. Es verläuft am Südufer des Wesel-Datteln-Kanals und verbindet in Voerde (Niederrhein) gelegenen Gewerbebetriebe, das Hünxer Gewerbegebiet Bucholtwelmen und den Hafen Emmelsum mit dem Streckennetz der DB Netz. Das östliche Stammgleis wurde zur Anbindung der Ruhr-Raffinerie der BP errichtet und später nach Westen erweitert. 1985 schloss BP die Raffinerie in Hünxe, nach Aufgabe der übrigen Anschlüsse ist der Ostast seit 2005 gesperrt.

## Streckenbeschreibung

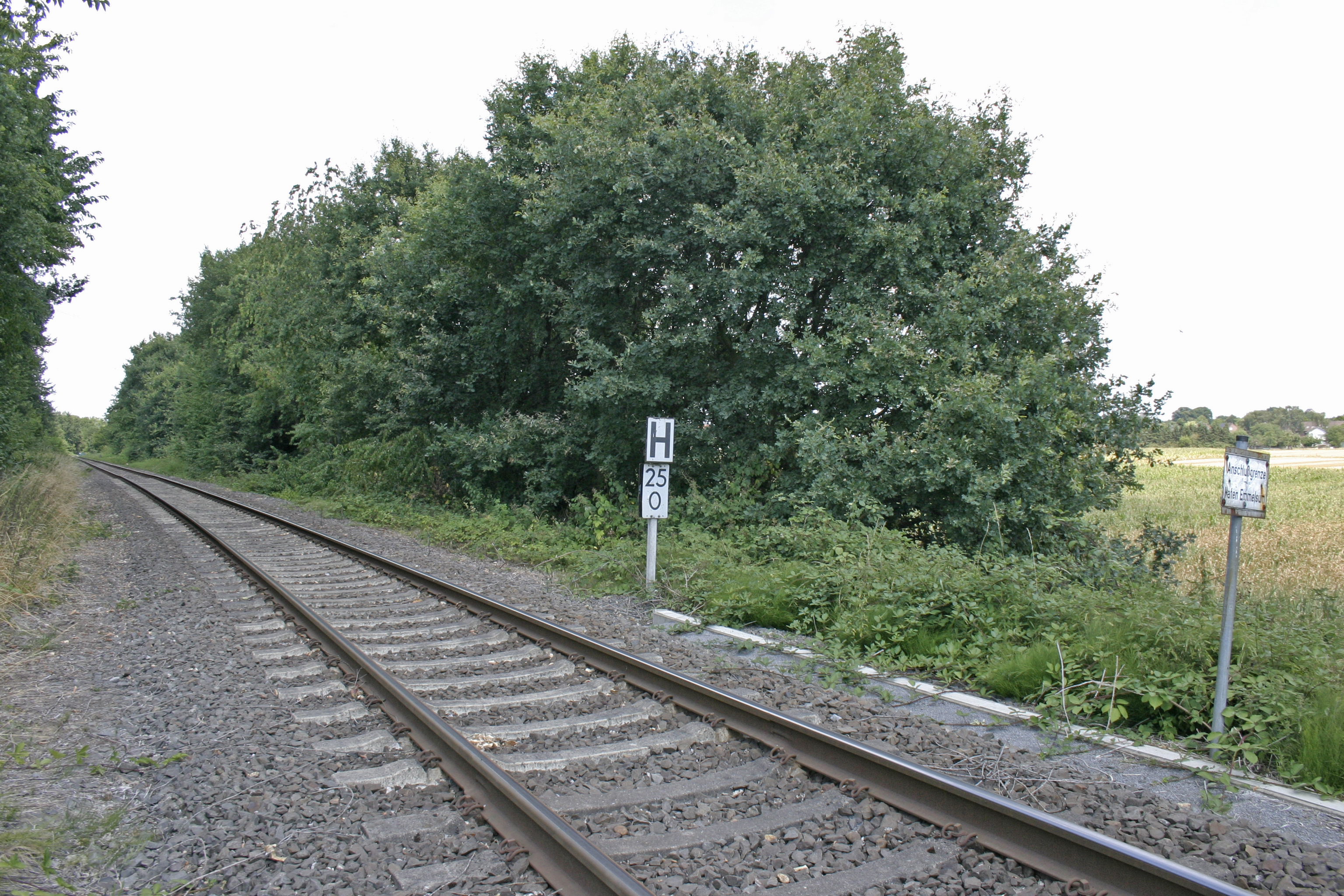
Anschlussgrenze im Bahnhof Spellen (Niederrhein), 2018

Das Stammgleis umfasst einen kürzeren West- und einen längeren Ostabschnitt sowie die Verbindung zum Streckennetz der DB Netz. Das Zuführungsgleis (Gleis 1) beginnt am Bahnhof Spellen (Niederrhein) im Streckenkilometer 25,000 (= 0,000) der VzG-Strecke 2271 (Oberhausen Hbf – Wesel). Die Infrastrukturgrenze ist durch eine Tafel markiert. Das Gleis führt zunächst parallel zum ehemaligen Streckengleis Spellen – Wesel und wendet sich hinter der Überführung Böskenstraße dem Wesel-Datteln-Kanal nach Osten zu. Bei Kilometer 0,77 zweigt in Gegenrichtung der Westast (Gleis 2 West) ab. Das Stammgleis führt nun als Gleis 2 Ost weiter parallel zum Kanal Richtung Hünxe. Es endet nach etwa 5,5 Kilometern im Gewerbegebiet Bucholtwelmen auf dem ehemaligen Raffineriegelände. Zwischen den Überführungen Hindenburgstraße und Hans-Richter-Straße befand sich die zweigleisige Rangiergruppe Ost für den Fahrtrichtungswechsel. Der Streckenast ist ab Kilometer 2,3 betrieblich gesperrt, beiderseits des Gleises sind hierzu Wärterhaltscheiben aufgestellt.
Der Westast verlässt den Kanal zunächst Richtung Südwesten in geringer Entfernung zur Böskenstraße. Zwischen den Bahnübergängen Bühlstraße und Weseler Straße befindet sich die dreigleisige Rangiergruppe West. Das Gleis umfährt weiter das Gelände der Aluminiumhütte Voerde und erreicht von Süden die Schleusenstraße auf der Ostseite. Nach rund 3,6 Kilometern endet der Westast der Kreisbahn an den Anschlüssen zum Hafen Emmelsum. Die drei Anschlüsse zum Westkai (Terminal Contargo), Ostkai (Terminal Sappi/Jerich) und Nordkai (Containerfläche Nordkai) werden als Hafenbahn Emmelsum zusammengefasst, sind also ein einziger Nebenanschluss. Daneben existieren noch vier weitere Nebenanschlüsse mit gegenwärtiger Bedienung.
Die größte Neigung im Gleis 1 beträgt 6,7 Promille, in allen anderen Gleisen höchstens 2,5 Promille. Der kleinste Radius von 140 Metern befindet sich im Nebenanschluss Containerfläche Nordkai am Westast. Alle Weichen sind ortsgestellt. Fahrzeugbewegungen finden als Rangierfahrt statt, die Höchstgeschwindigkeit beträgt 15 km/h. Die Gesamtlänge der Gleisanlagen beträgt etwa 13 Kilometer, die nutzbaren Länge etwa neun Kilometer.

## Geschichte
| Jahr | Tonnen  |
| ---- | ------- |
| 2000 | 480.980 |
| 2001 | 464.420 |
| 2002 | 543.236 |
| 2003 | 538.749 |
| 2004 | 600.195 |
| 2005 | 668.478 |
| 2006 | 782.827 |
| 2007 | 920.988 |
| 2008 | 910.921 |
| 2009 | 736.460 |
| 2010 | 822.082 |
| 2011 | 840.083 |

Die Strecke Oberhausen – Wesel war seit der Zerstörung der Kanalbrücke über den Wesel-Datteln-Kanal im Frühjahr 1945 zwischen Spellen und Wesel unterbrochen. 1960 ging auf dem ehemaligen Truppenübungsplatz Bucholtwelmen die Ruhr-Raffinerie der BP in Betrieb. Der Kreis Dinslaken errichtete gleichzeitig das 4,2 Kilometer lange östliche Stammgleis. Die Bundesbahndirektion Essen nahm außerdem den Streckenabschnitt zwischen Kilometer 24,0 (alter Bahnhof Spellen) und Kilometer 25,0 wieder in Betrieb. Am 30. Mai 1960 sandte der Wirtschaftsminister von Nordrhein-Westfalen, Hans Lauscher, den ersten Zug auf die Strecke. Die Betriebsführung oblag anfangs der Deutschen Bundesbahn. Der Westast ging 1970 in Betrieb.
Der ehemals selbständige Eigenbetrieb Kreisbahn Dinslaken wurde 1995 als neuer Betriebszweig in den Eigenbetrieb Hafen Emmelsum des Kreises Wesel überführt. Mit der Gründung der DeltaPort findet sich folgendes Eigentümerbild: Die Kreisbahn befindet sich im Eigentum des Kreises Wesel, Eigentümer der Hafenbahn ist die DeltaPort, der auch die technische Betriebsführung auf dem gesamten Stammgleis obliegt. Um die Anbindung von Norden zu verbessern, ist ein Anschluss an die Strecke Oberhausen – Emmerich vorgesehen.

### Ostast
Die BP-Raffinerie bildete den mit Abstand größten Nebenanschluss. Im Jahr 1985, dem letzten Betriebsjahr der Raffinerie, umfasste der Nebenanschluss zwei Einfahrgleise, vier Ladegleise, vier Ausfahrgleise, drei Abstellgleise, zwei sogenannte Bitumen-Gleise und ein Umsetzgleis. Daneben gab zwei Ladegleise für Flüssiggas, ein Schwefelgleis, ein Gleis zum Reinigen der Kesselwagen und neun Gleiswaagen. Die Raffinerie verfügte über fünf eigene Verbrennungslokomotiven vom Typ MaK 240 B, da den Dampflokomotiven der Bundesbahn eine Einfahrt in das Werk untersagt war. 1965 gab BP einen täglichen Ausgang von 100–150 Kesselwagen, entsprechend etwa 300.000–500.000 Tonnen im Jahr, bekannt. Mit der Anbindung der Raffinerie und des Ölhafens Wesel an die Pipelines der Nord-West-Oelleitung und der Rhein-Main-Rohrleitungstransportgesellschaft Ende der 1960er und Anfang der 1970er Jahre sank das prozentuale Anteil der Bahn. Die Raffinerie fertigte Ganzzüge liefen unter anderem nach Hamburg-Waltershof, Hannover-Linden Hafen, Seelze Rbf und Kassel-Bettenhausen ab. Einzelwagen wurden im Bahnhof Oberhausen West umgesetzt und liefen in der Hauptsache zu den Chemieparks in Marl und Dormagen. Im Jahr 1980 verzeichnete die Übergabegruppe 40.219 Tonnen im Eingang und 675.729 Tonnen im Ausgang. Im Januar 1983 beendete die BP die Rohölverarbeitung in Hünxe, zum Jahresende 1985 schloss die Raffinerie. Bis 1991 liefen noch rund 10.000 Tonnen Antiklopfmittel über die Bahn nach Hünxe. Ab 1992 diente das Gelände noch als Tanklager, die Bedienung erfolgte seither über die Straße. Neben der Ruhrraffinerie gab es noch fünf weitere Nebenanschließer am Ostast, darunter eine Außenstelle der Grillo-Werke.
1996 übernahm der Kreis Wesel das Hauptgleis des ehemaligen BP-Anschlusses von 1,1 Kilometern Länge und ließ dieses instand setzen. Somit bestand ein Anschluss an den Industrie- und Gewerbepark Hünxe, der auf dem Gelände der ehemaligen Raffinerie in Entstehung begriffen war. Der Kreis rechnet mit einer Ausweitung des Betriebes durch weitere Anschließer in dem Gebiet. Seit 2005 ist der Ostabschnitt gesperrt, das Gleis war anfangs bis Kilometer 1,75, später bis Kilometer 2,30 befahrbar.

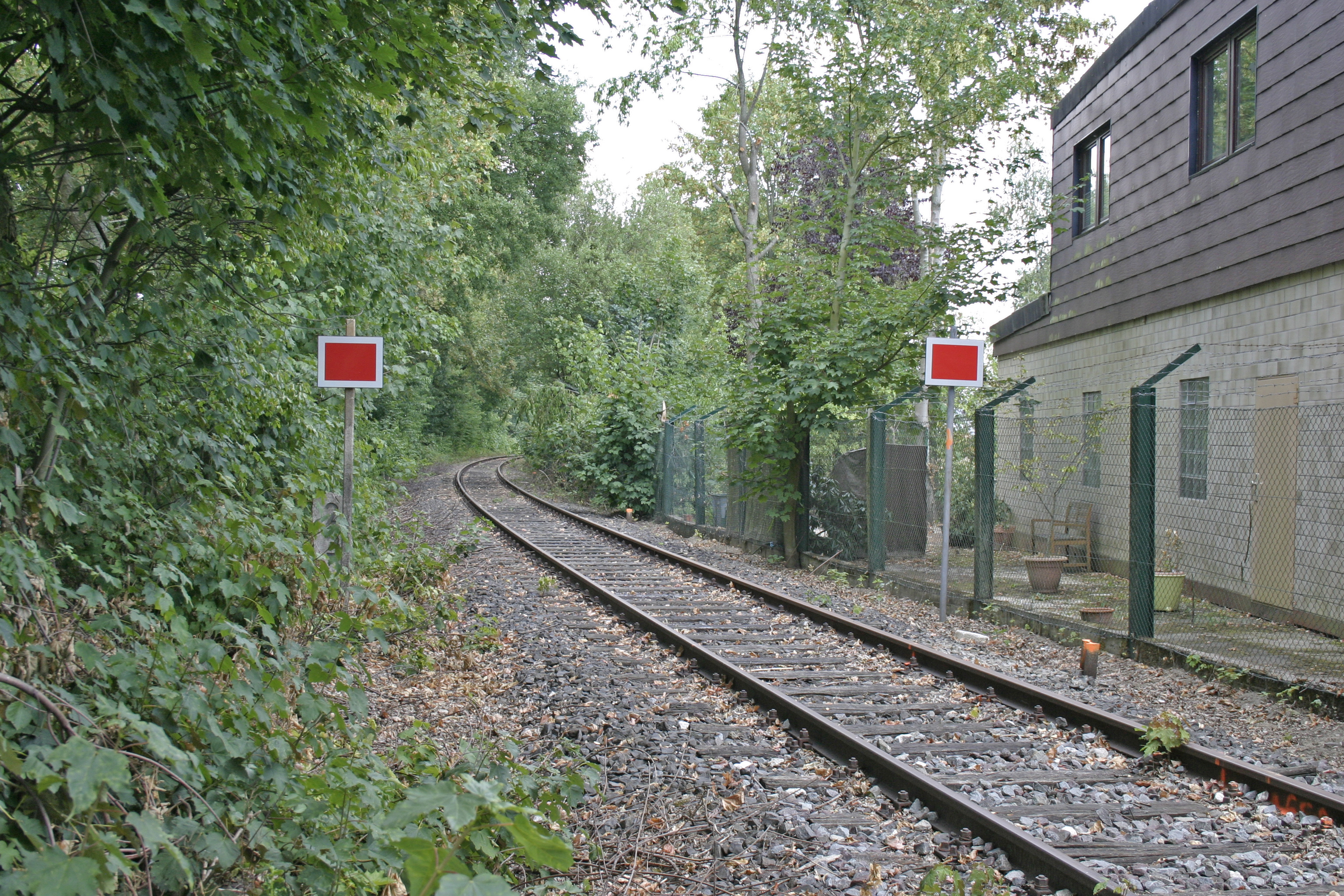
Sh 2-Scheiben bei km 2,30 in Gleis 2 Ost, 2018
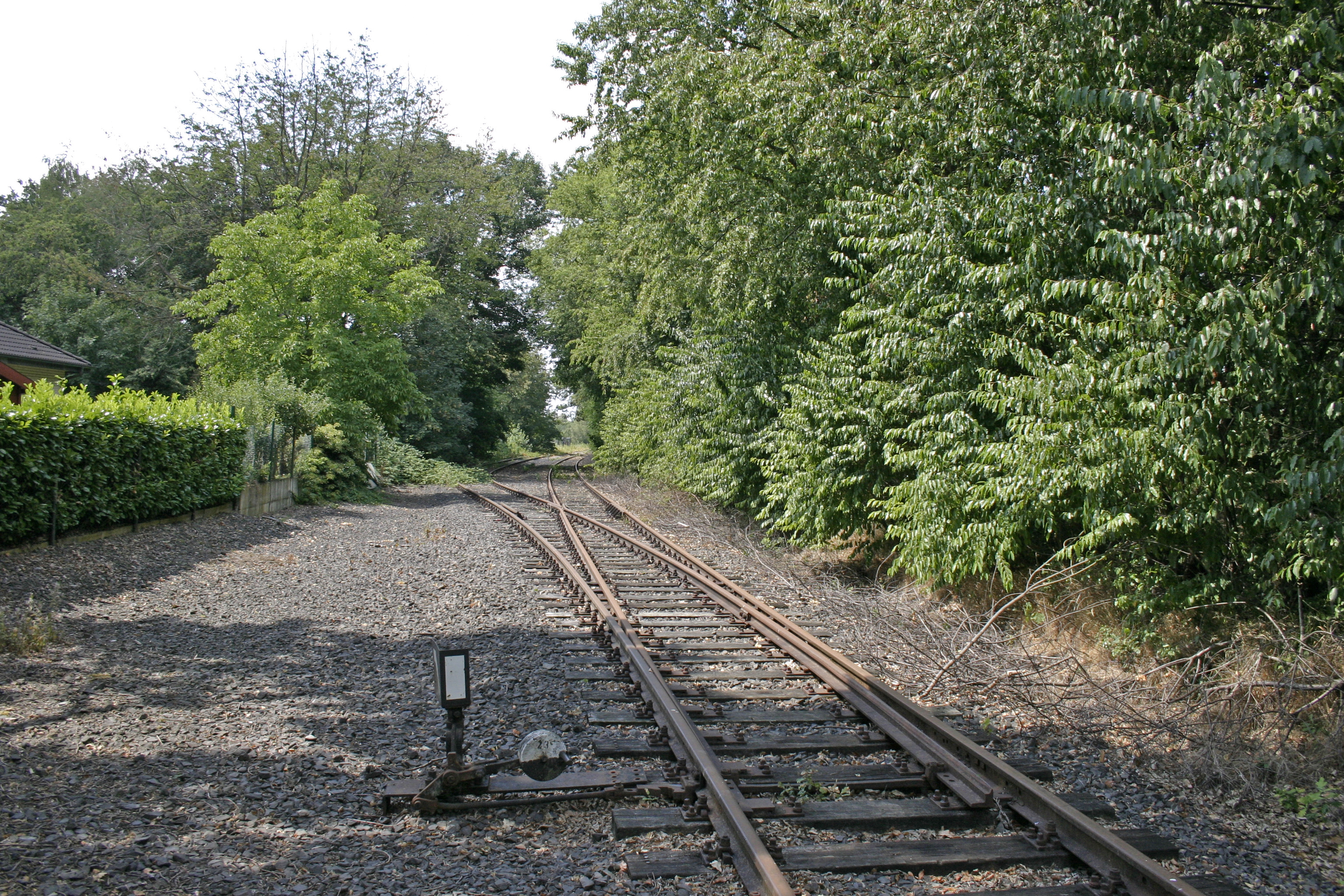
Rangiergruppe Ost im gesperrten Abschnitt, 2018
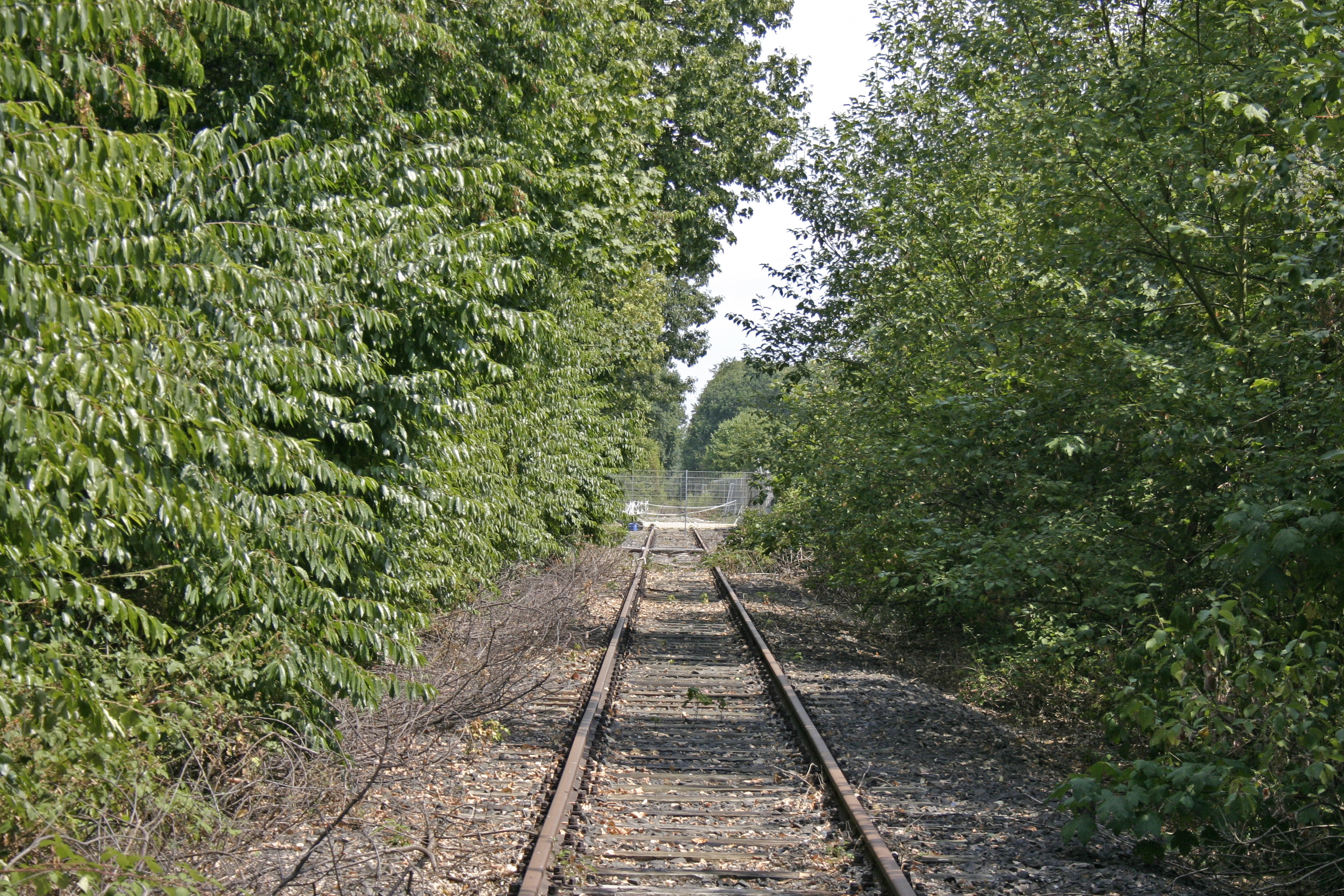
Überbautes Stammgleis am Ostast, 2018

### Westast
Zu den älteren Anschlüssen am Westast gehören das Aluminiumwerk Voerde (heute: Trimet Aluminium) und der Anschluss Kreyenberg. Das Aluminiumwerk ging 1971 in Betrieb, nachdem sich der US-amerikanische Konzern Kaiser Aluminum zur Ansiedlung in Deutschland entschloss. Betreiber war die Kaiser-Preussag Aluminium (KAPAL). Einhergehend mit der Werksinbetriebnahme ging am 30. Mai 1971 der Ostkai des Hafens Emmelsum in Betrieb. Die offizielle Eröffnung des Westkais und des gesamten Hafens fand ein Jahr später am 20. Mai 1972 durch Nordrhein-Westfalens Innenminister Willi Weyer statt. Die Rangiergruppe West erhielt beim Bau bis zu 650 Meter lange Gleise, da die KAPAL anfangs beabsichtigte, Tonerde als Rohstoff über die Schiene anliefern zu lassen. Im Ausgang befanden sich Aluminiumbrammen, die zum Walzwerk nach Koblenz-Lützel abgefahren wurden. Anfang der 1990er Jahre wurde der Anschluss nicht bedient. Der Anschluss wird mehrmals wöchentlich von der Brohltal-Schmalspureisenbahn von und nach Koblenz-Lützel bedient.
Der heutige Anschluss Kreyenberg ging 1970 durch die Pintsch Bamag AG in Betrieb, wurde aber noch im selben Jahr an Klöckner-Humboldt-Deutz abgetreten. KHD richtete auf dem Gelände westlich der Bühlstraße mit zwei Nebenanschlüssen eine Produktionsstätte zur Fertigung von Schiffsmotoren ein. Ende der 1980er Jahre lag der Südanschluss bereits brach. 1991 veräußerte KHD das Gelände an einen Voerder Entsorgungsbetrieb. Dieser verfügte über eine Köf II (Nr. 6784) Da zu dieser Zeit keine anderen Verkehre auf der Kreisbahn vorhanden waren, holte das Unternehmen seine Wagen von Spellen ab. 1994 erwarb eine Privatperson das Gelände und überließ die Betriebsführung der Wesel-Datteln-Kanal Umschlagsgesellschaft, unter anderem zum Umschlag von Rohzucker. Der Südanschluss wurde Ende der 1990er Jahre zurückgebaut.
Am Westkai ging 1995 der Umschlagplatz des österreichischen Papierherstellers KNP-Leykam (ab 1998: Sappi) in Betrieb. Im Import befindet sich Zellulose, im Export hochwertiges Papier. Das Material wird per Binnenschiff von und nach Rotterdam weitertransportiert. 2003 wurde der Anschluss um zweimal 150 Meter verlängert. 2005 ging der Nebenanschluss Nordkai in Betrieb, 2010 ein drittes Gleis im Anschluss Westkai. Sappi wird in der Regel mit zwei Ganzzügen pro Tag bedient. Seit 2017 bedient ferner die Dortmunder Eisenbahn den Nordkai zum Umschlag von Containern von und nach Dortmund-Obereving.
Zu den weiteren Anschlüssen gehören die Firmen Elsinghorst und Becker in Höhe der Rangiergruppe West. Um 1970 gab es einen weiteren Anschluss in Höhe der Gehrstraße.

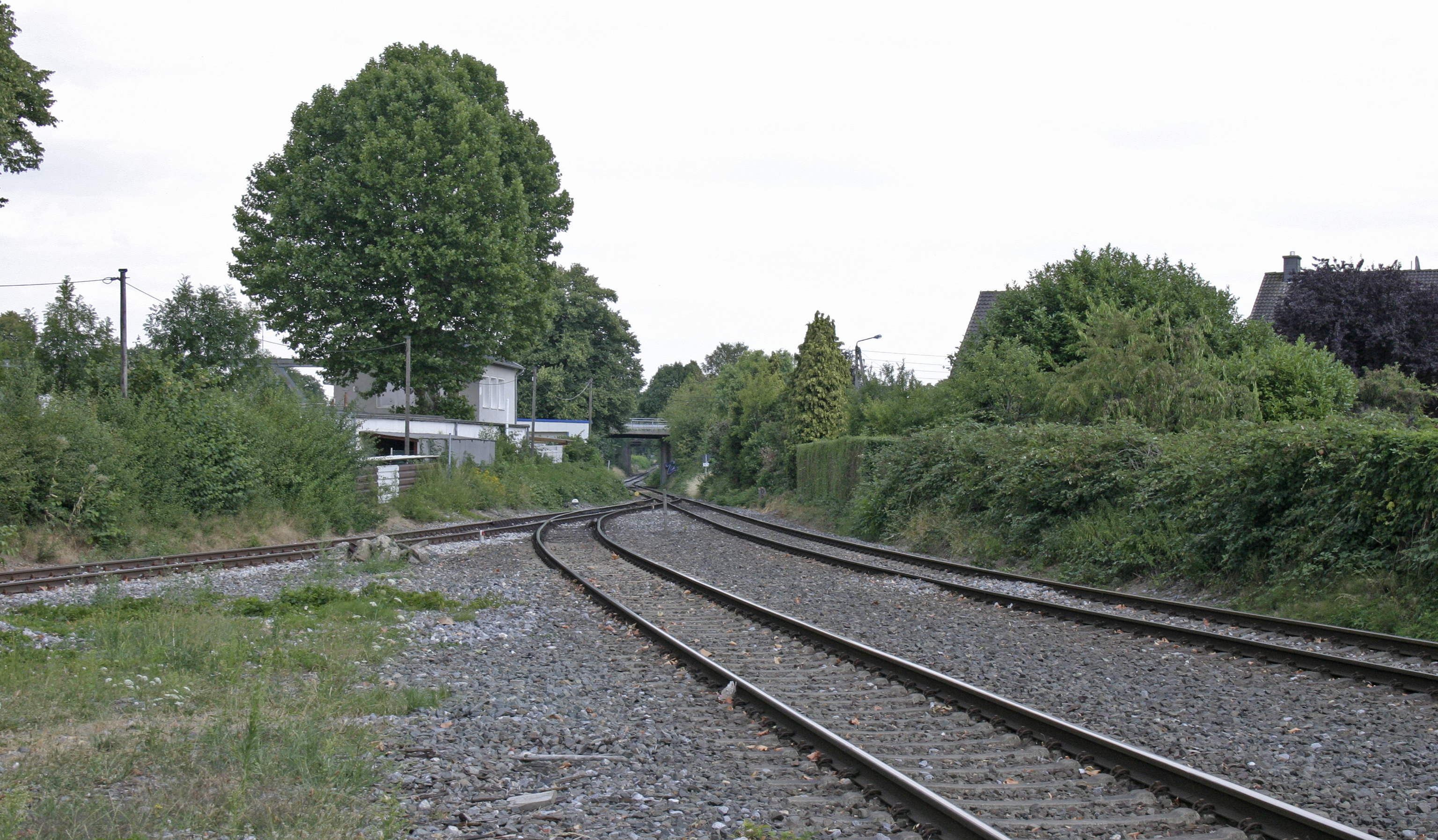
Nebenanschluss Kreyenberg, Gleis 2 West und Gleis 1 (v. l. n. r.), 2018
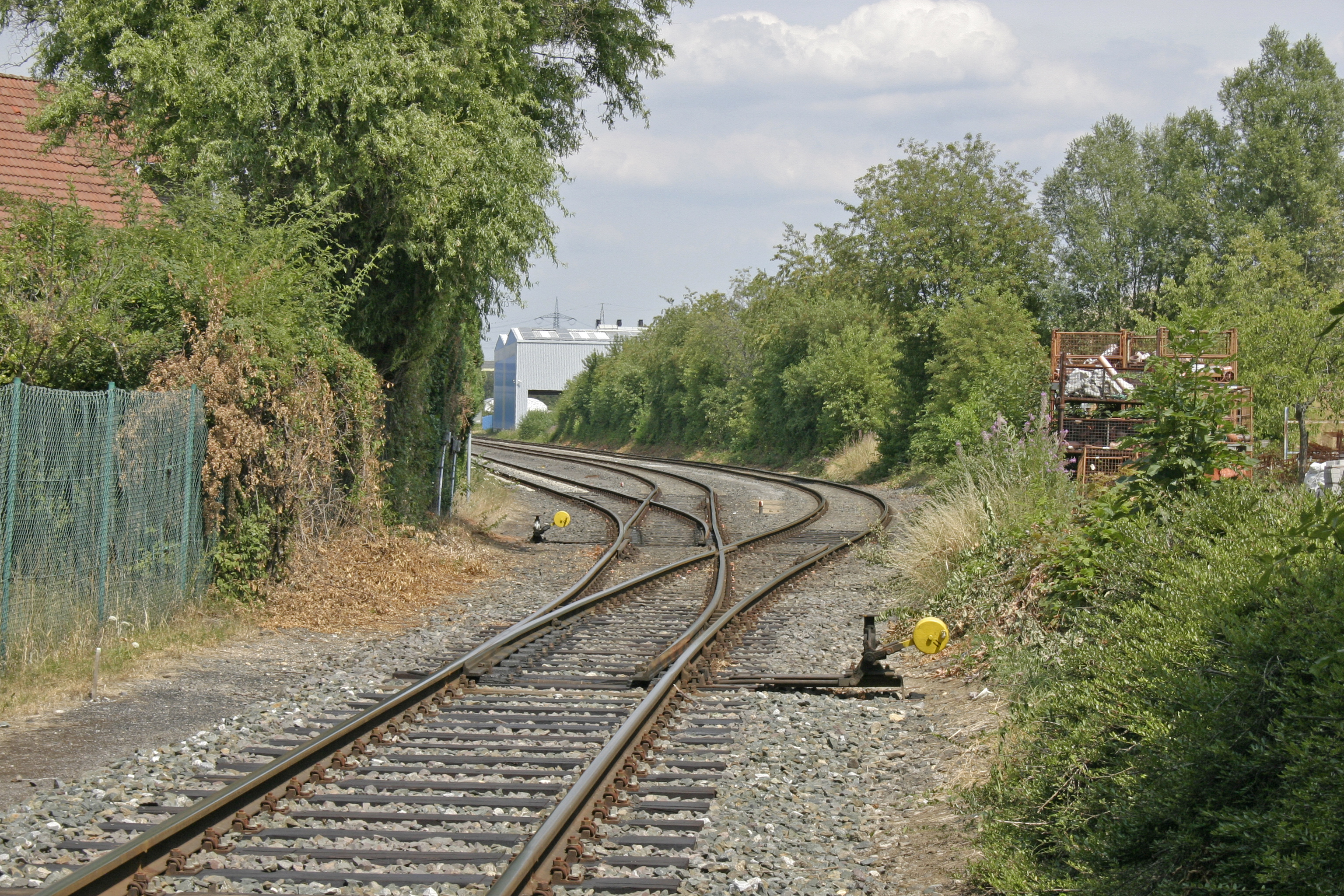
Westausfahrt aus der Rangiergruppe West, 2018
Nebenanschluss Hafenbahn Emmelsum mit den Zufahrten zu den Terminals Ostkai (li.) und Nordkai (re.), 2018